# Infestus
Infestus ist eine 2003 gegründete deutsche Band, die seit 2010 als Solo-Projekt von Gründungsmitglied Andras existiert. Der Stil basiert auf Black Metal mit Einflüssen von Progressive Metal, Doom Metal und Thrash-/Heavy Metal.

## Geschichte
Die Band wurde 2003 in Garmisch-Partenkirchen, Bayern, gegründet. Zu den Gründungsmitgliedern gehören Andras (damals Moloc), Dagon und Harbarth. 2003 erschien das erste Demo „Of Ancient Splendour“, 2004 wurde das erste Album „Worshiping Times of Old“ veröffentlicht. Auf diesen beiden Veröffentlichungen zeichneten Dagon für Gesang, Harbarth für die Gitarren und Andras für Schlagzeug und Bass verantwortlich. Für die 2005 über Fullmoon Funeral Productions erschienene Split-CD mit Lost Life übernahm Andras zusätzlich den Hauptteil des Songwritings. Nach Veröffentlichung der Split-CD verließ Gitarrist Harbarth die Band aus persönlichen sowie motivationsbedingten Gründen.
Aufgrund damaliger Entwicklungen in der Black-Metal-Szene (Bruderschaften, Vereinigungen) zogen sich Andras und Dagon aus der Szene und auch von der Bühne zurück, da sie der Ansicht waren, dass die wahre Entfaltung dieses Musikgenres lediglich in der Einsamkeit des Individuums zu finden sein kann. Andras übernahm für das am 29. August 2008 über Debemur Morti Productions erschienene Konzeptalbum „Chroniken des Ablebens“ das Songwriting, sowie das gesamte Instrumentarium (Schlagzeug, Gitarre, Bass) und einen Teil der Texte. Dagon konzentrierte sich weiterhin auf Gesang und Lyrik. Thematisch sollte dieses Album den Moment des Sterbens mit all seiner emotionalen Hin- und Hergerissenheit auf die Spiellänge des Albums ausdehnen.
Für das 2011 ebenfalls über Debemur Morti Productions erschienene Konzeptalbum „Ex|Ist“ übernahm Andras in seinen Kompositionen zusätzlich zum gesamten Instrumentarium auch den Gesang sowie die gesamte Lyrik, da Dagon Infestus 2010 verließ. Das von Andras als sehr persönlich beschriebene Konzept von „E x | I s t“ und die fehlende Möglichkeit für Proben werden als Grund für den Ausstieg von Dagon genannt. In dem Albumkonzept über psychotische, identitätsgestörte, dissoziative Zustände, die bis zur Zerstörung der Persönlichkeit führen, spiegelt sich auch der durch einen senkrechten Strich getrennte Titel wider, bei dem das „Ex“ für die Vergangenheit und das „Ist“ für die Gegenwart steht (wahrscheinlich persönlicher Bezug). Zusätzlich soll hier in einem zweisprachigen Ansatz das Englische Verb „to exist“ im Gegensatz zu „to live“ den Zustand des reinen Existierens fernab von Emotionen oder Persönlichkeit definieren, als Folge einer chronisch psychischen Erkrankung.
2012 versuchte Andras ein live-Line-up aufzubauen, um nach über sieben Jahren Infestus wieder auf die Bühne zu bringen. Dies scheiterte jedoch im ersten Anlauf, weswegen die Besetzung gänzlich aufgelöst wurde. Den ersten Auftritt absolvierte Andras mit einer funktionierenden Live-Besetzung im Jahr 2013, bei Konzerten nunmehr als Sänger fungierend. Seither kam es zu vielen Musikerwechseln in der Live-Besetzung.
Am 25. April 2014 erschien das zweite Solo-Konzeptalbum „The Reflecting Void“, wiederum über Debemur Morti Productions. Darin wird das Gefühl der inneren Leere als täuschende Reflexion interpretiert, welche die wahre Ursache verdeckt und die Andras mit diesem Album aufbricht, um einen Blick auf das Verdrängte zu wagen. Die Synthesis des Konzepts kommt zum Schluss, dass es keine Katharsis geben kann.
Damals wie heute beschreibt Andras die tiefe emotionale Verwurzelung mit seinen Werken, die er als innere Dämonen definiert und durch seine Hand in diese Realität gelangen.
Stilistisch entfernt er sich mit „The Reflecting Void“ etwas weiter vom Black Metal und gibt anderen Einflüssen mehr Raum, um ein vollständigeres Bild seiner Persönlichkeit abbilden zu können.
Dieser Blick hinter diese reflektierende innere Leere war laut Andras der Offenbarer von Ereignissen, die er mit dem Wort „thryptisch“ beschreibt. Dies führte im Oktober 2018 zum dritten Solo-Konzeptalbum „Thrypsis“. Dem Konzept liegt der Begriff der Chromothripsis zugrunde. „Dabei handelt es sich um ein Geschehen in lebenden Zellen, welches zu einer katastrophalen Kettenreaktion führt und zu weitreichenden Schäden an der Erbsubstanz, was zum Zelltod oder auch zu Krebs führen kann“. Laut Andras muss auf der psychischen Ebene des sich bewussten Individuums im übertragenen Sinn ein ähnlicher Mechanismus existieren. So seien für ihn sog. „thryptische Ereignisse“ auf der psychischen Ebene Schäden, die in jeder Faser des Seins mitschwingen bzw. nachwirken und dauerhaften Einfluss auf das (Über-)Leben haben.

## Stil
Anfänglich im Black Metal beheimatet, differenziert sich die musikalische Ausdrucksart, besonders seit Andras Infestus als Solo-Projekt führt, zu einer eigenen, originellen Zusammensetzung aus verschiedenen Stilen auf Basis des Black Metal. Melancholische Melodien werden gepaart mit roher Aggression, introspektiven Akustikmomenten und bluesigen Gitarren. In den komplexen, teilweise progressiven Kompositionen, die in manchen Momenten „beinahe jazzig“ anmuten, haben „die alten Grenzen des Black Metal hier kaum Zugriff“.

## Diskografie
- 2003: Of Ancient Splendour (Demo, CD, Eigenverlag)
- 2004: Worshiping Times of Old (Album, CD, Eigenverlag)
- 2005: Infestus / Lost Life (Split-Album mit Lost Life, CD, Fullmoon Funeral Productions)
- 2008: Chroniken des Ablebens (Album, CD/LP, Debemur Morti Productions)
- 2011: Ex|Ist (Album, CD, Debemur Morti Productions)
- 2014: The Reflecting Void (Album, CD/LP, Debemur Morti Productions; MC, Metal Defiance Productions)
- 2018: Thrypsis (Album, CD/LP, Debemur Morti Productions)
- 2024: Entzweiung (Album, 6-Panel Digipack, Talheim Records)

Beiträge auf Kompilationen:
- 2012: Down Spiral Depersonification auf Servants of Chaos (CD, Debemur Morti Productions)